# Bernat Martínez

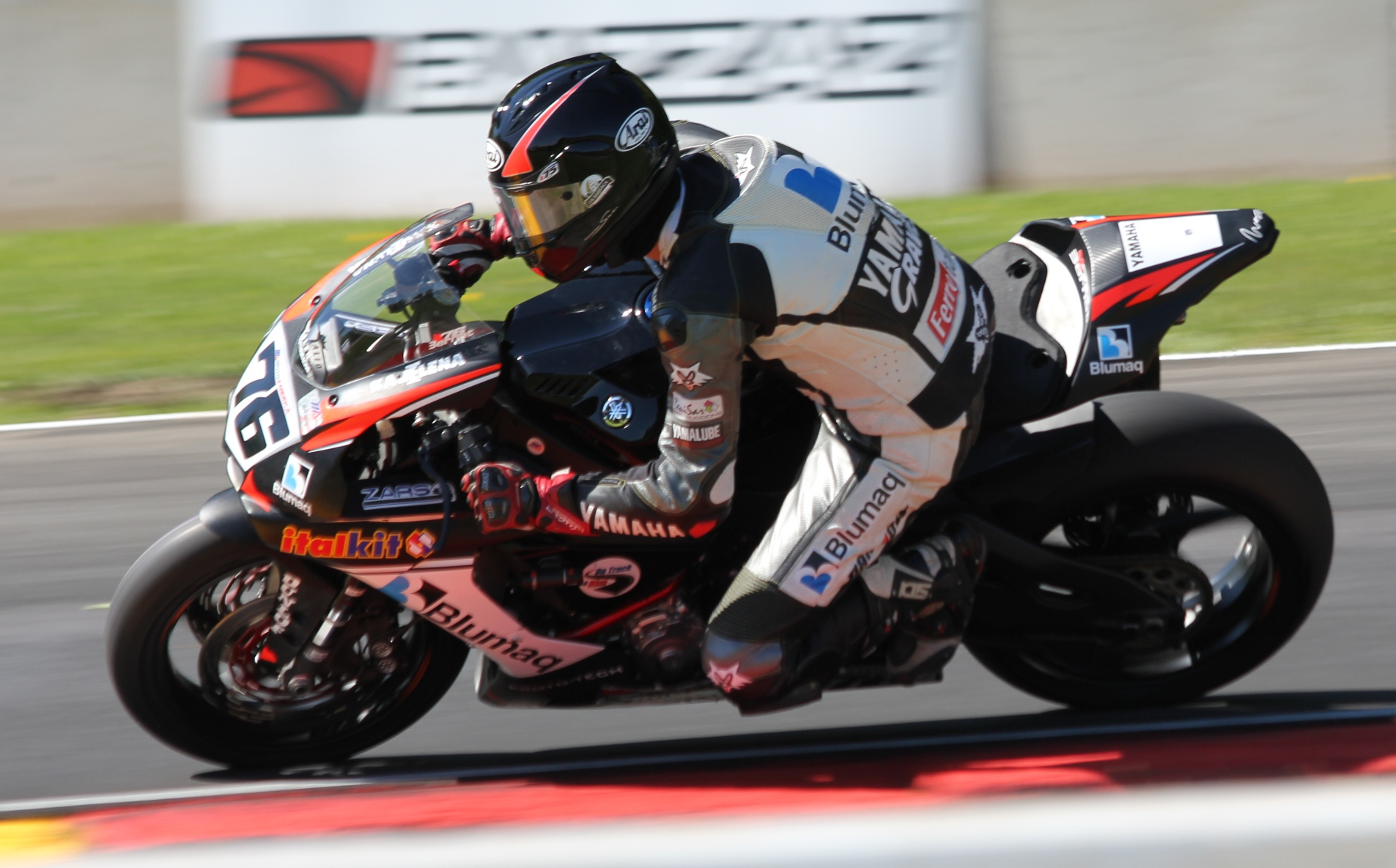
Bernat Martínez op Road America in 2015.

Bernat Martínez Mas (Alberic, 10 januari 1980 – Monterey, Californië, Verenigde Staten, 19 juli 2015) was een Spaans motorcoureur.
In 2001 maakte Martínez zijn debuut in de FIM Superstock 1000 Cup op een Aprilia. In 2003 werd hij fulltime coureur in deze klasse en werd met twee vierde plaatsen op Silverstone en het Autodromo Enzo e Dino Ferrari als beste resultaat negende in het kampioenschap. In 2004 bleef hij hier actief en zakte weg naar de elfde positie in de eindstand met een vierde plaats op de Motorsport Arena Oschersleben als beste resultaat. In 2005 maakte hij op een Yamaha zijn debuut in het wereldkampioenschap superbike met een wildcard in het raceweekend op het Circuit Ricardo Tormo Valencia. Hij kon echter niet deelnemen aan de races vanwege een ongeluk in de warm-uptraining, waarbij ook Régis Laconi betrokken was, en brak hierin zijn enkel. In 2006 stapte hij over naar het wereldkampioenschap Supersport op een Yamaha als vervanger van Gianluca Nannelli in vier van de twaalf races, waarin hij geen punten scoorde.
Na enkele jaren in het Catalaanse kampioenschap, dat hij won in 2007, werd Martínez in 2009 tweede in zowel het Spaanse CEV Buckler-kampioenschap als de Europese Superstock 1000. In 2010 maakte hij zijn debuut in het wereldkampioenschap wegrace in de nieuwe Moto2-klasse op een Bimota. Na zeven races, waarin slechts een 25e plaats in Groot-Brittannië zijn beste resultaat was, werd hij voorafgaand aan de Grand Prix van Duitsland vervangen door zijn landgenoot Ricard Cardús.
Op 19 juli 2015 kwam Martínez op 35-jarige leeftijd om het leven bij een ongeluk in de MotoAmerica-race op Laguna Seca in het voorprogramma van het wereldkampioenschap superbike. Bij dit ongeluk kwam ook zijn landgenoot Dani Rivas om het leven.